# Alain Janolle
Alain Janolle, né le 30 juillet 1968, est un scénariste, un dessinateur et un coloriste de bande dessinée français.

## Biographie
À 20 ans, Alain Janolle commence à écrire des bandes dessinées à la suite de sa rencontre avec les créateurs du fanzine Scarce. En 1992, il crée avec deux amis la société Trait de Plume. Ils font de la BDCom[Quoi ?], de l’illustration et de l’édition et sortent deux albums collectifs de BD en noir et blanc, dans lesquels Alain dessine les aventures de Léo Piel. En 1996, il rencontre le duo de scénariste Ange, avec qui il entame la série Némésis aux éditions Soleil. Sa collaboration avec les auteurs et l'éditeur se poursuit pour les deux tomes de Babel.
Après une parenthèse de 2 ans et demi dans le dessin animé en tant que décorateur, en 2008 il revient à la BD en signant H.O.P.E. chez Drugstore, et en 2013 sort chez Glénat Trois Peuples, une histoire d’heroic-fantasy en deux tomes.
En 2013, il commence la suite de Némésis, toujours en compagnie de Ange.

## Publications
- Ange & Démons, scénario d'Ange, dessins collectif, Soleil Productions, (2005)  (ISBN 2-84946-315-9)

- Babel, scénario d'Ange, Soleil Productions,

1. Le chemin des étoiles, (2005)  (ISBN 2-84565-866-4)
2. Au-delà de l'horizon, (2007)  (ISBN 978-2-84946-901-9)

- H.O.P.E., Drugstore

1. Deyann, (2009)  (ISBN 978-2-7234-6841-1)
2. Le peuple de Joshua, (2010)  (ISBN 978-2-7234-7332-3)
3. Hybrides, (2011)  (ISBN 978-2-7234-7854-0)

- Némésis, scénario d'Ange, Le Téméraire (tomes 1 et 2), puis Soleil Productions

1. Level Eleven (1997)  (ISBN 9782302038189)
2. Babalon Working (1999)  (ISBN 9782302041738)
3. Critical Mass (2000)  (ISBN 9782302041349)
4. Nanotech (2002)  (ISBN 9782302041356)
5. Terminal Crash (2003)  (ISBN 9782302041363)
6. Bis Reloading Six (2014)  (ISBN 9782302038189)
7. No Such Agency (A Paraitre) (2015)  (ISBN 9782302043541)
8. Titre Inconnu (A Paraitre) (2015/2016)

- Trois Peuples, Glénat

1. L’Héritage du Feu (2013)  (ISBN 9782723485388)
2. Léviathan (2013)  (ISBN 9782723491259)